# Каннегиссер, Карл Людвиг
Карл Людвиг Каннегиссер (нем. Karl Ludwig Kannegießer; 9 мая 1781, Вендемарк — 14 сентября 1861, Берлин) — немецкий филолог и переводчик, педагог.
Окончил Университет Галле (1806), преподавал в гимназии в Берлине. В 1822 году получил пост директора гимназии в Бреслау, с 1823 году преподавал новые литературы в университете Бреслау, в 1824 г. выпустил сборник стихов.
На протяжении многих лет работал над переводом «Божественной комедии» Данте на немецкий язык, опубликовал свой перевод в 1821 г. В дальнейшем сотрудничал с Карлом Витте, в 1826 г. выпустил совместный с ним труд — полный немецкий перевод «Лирических стихотворений» Данте. В 1845 г. вышли также письма Данте в переводе Каннегиссера. Среди других его переводов — произведения Горация, Анакреона, Байрона, мадам де Сталь, Леопарди, Мицкевича и др., а также сборник «Поэзия трубадуров» (нем. Gedichte der Troubadours; Тюбинген, 1852, 2 изд. 1855). Кроме того, Каннегиссеру принадлежат учебник грамматики итальянского языка (Бреслау, 1836), истории философии (Лейпциг, 1837), истории немецкой литературы (Бреслау, 1838), а также один из первых комментариев к поэзии Гёте («Vorträge über eine Auswahl von Goethes lyrischen Gedichten», Бреслау, 1835).